# Rhyme Pays
Albums de Ice-T
Power
(1988)
Rhyme Pays est le premier album studio d'Ice-T, sorti le 4 novembre 1987.
L'albu, qui s'est classé 26e au Top R&B/Hip-Hop Albums et 93e au Billboard 200, a été certifié disque d'or par la Recording Industry Association of America (RIAA) le 12 décembre 1991.
Rhyme Pays est considéré comme l'album qui définit le genre gangsta rap et le premier disque de hip-hop à avoir l'étiquette d'avertissement Parental Advisory. Il contient l'un des premiers succès de l'artiste, 6 in the Mornin'.

## Liste des titres
| No  | Titre                                                  | Auteur             | Contient un (des) sample(s) de | Durée |
| --- | ------------------------------------------------------ | ------------------ | --- | ----- |
| 1.  | Intro/Rhyme Pays                                       | Ice-T/Storrs       | War Pigs de Black Sabbath Tubular Bells de Mike Oldfield | 6:29  |
| 2.  | 6 'N the Mornin'                                       | Ice-T/Afrika Islam | | 7:11  |
| 3.  | Make It Funky                                          | Ice-T/Islam        | Make It Funky de James Brown | 5:09  |
| 4.  | Somebody Gotta Do It (Pimpin' Ain't Easy!!!)           | Ice-T/Islam        | Jungle Jazz de Kool & The Gang South Bronx des Boogie Down Productions | 3:03  |
| 5.  | 409                                                    | Ice-T/Islam        | Nautilus de Bob James The Assembly Line des Commodores Pump That Bass d'Original Concept Kool Is Back de Funk, Inc. Fatbackin' de The Fatback Band (Nothing Serious) Just Buggin de Whistle | 5:20  |
| 6.  | I Love Ladies                                          | Ice-T/Islam        | Ever Ready de Johnnie Taylor | 4:44  |
| 7.  | Sex                                                    | Ice-T/Islam        | | 2:57  |
| 8.  | Pain                                                   | Ice-T/Islam        | | 3:36  |
| 9.  | Squeeze the Trigger                                    | Ice-T/Islam        | Change the Beat (Female Version) de Beside | 6:12  |
| 10. | Make It Funky (12 Mix)                                 | Ice-T/Islam        | Get on the Good Foot de James Brown Hot Pants de James Brown Uptown Is Kickin' It de The Uptown Crew featuring Marley Marl, Finesse & Synquis et Heavy D & the Boyz Brooklyn's in the House de Cutmaster D.C. The Bridge de MC Shan South Bronx des Boogie Down Productions                     | 5:58  |
| 11. | Sex                                                    | Ice-T/Islam        | | 3:52  |
| 12. | Somebody Gotta Do It (Pimpin' Ain't Easy!!!) (12" mix) | Ice-T/Islam        | | 3:27  |
| 13. | Our Most Requested Record (Long Version)               | Ice-T/Islam        | Heartbreaker de Led Zeppelin Whole Lotta Love de Led Zeppelin Flick of the Switch d'AC/DC The New Style des Beastie Boys The Way You Make Me Feel de Michael Jackson Soul Power de James Brown (You Gotta) Fight for Your Right (To Party!) des Beastie Boys Miuzi Weighs a Ton de Public Enemy | 6:45  |

## Classement
| Classement (1987)                   | Meilleure place |
| ----------------------------------- | --------------- |
| États-Unis (Billboard 200)          | 93              |
| États-Unis (Top R&B/Hip-Hop Albums) | 26              |

## Certification
| Région                                                                                                 | Certification | Ventes/Streams |
| --- | ------------- | -------------- |
| États-Unis (RIAA)                                                                                      | Or            | 500 000^       |
| *Ventes selon la certification ^Mise en rayon selon la certification xNon précisé par la certification |               |                |